# Guaraci (Paraná)
Guaraci es un municipio brasilero del estado del Paraná.

## Historia
El poblamiento de la región donde hoy se encuentra el Municipio de Guaraci tuvo inicio en el año de 1945. La historia de Guaraci está unida a la de Jaguapitã, municipio que, a pesar de ser un poco más antiguo, también se incluye en el rol de los municipios nuevos del Paraná. En 1947, Guaraci pasó a denominarse Colonia de São Sebastião del Guaraci. Fue elevada a la categoría de distrito administrativo, integrando el cuadro territorial del Municipio de Jaguapitã, por la Ley Estatal n.º 253, del 26 de noviembre de 1954 y elevado a la categoría de municipio, separado del de Jaguapitã.

## Geografía
Posee un área es de 211,733 km² representando 0,1062 % del estado, 0,0376 % de la región y 0,0025 % de todo el territorio brasilero. Se localiza a una latitud 22°58′22″ sur y a una longitud 51°39'00" oeste. Su población estimada en 2005 era de 4524 habitantes.

### Demografía
Datos del censo - 2000
Población total: 4919
- Urbana: 3809
- Rural: 1110

- Hombres: 2486
- Mujeres: 2433

Índice de Desarrollo Humano (IDH-M): 0,739
- IDH-M Salario: 0,664
- IDH-M Longevidad: 0,743
- IDH-M Educación: 0,811